# Лари Кинг
Лорънс Харви Зайгър (на английски: Lawrence Harvey Zeiger) e известен американски журналист.

## Ранен живот и кариера
Роден е в семейство на еврейски емигранти. Първото му предаване е в регионална радиостанция в Маями през 1957 г. Води токшоу по телевизия CNN, наречено „Larry King Live“. Предаването е записано в книгата на рекордите „Гинес“ като предаване с най-дълъг живот в ефир. Почти няма световна личност от политиката или шоубизнеса, която да не е гостувала на Лари Кинг. Журналистът е направил повече от 50 000 интервюта за цялата си кариера.
След 25 години на екран, през лятото на 2010 г., Лари Кинг обявява, че напуска телевизията, за да прекарва повече време със семейството си.
След напускането на CNN води предаванията „Larry King Now“ и „Politickling with Larry King“, излъчвани по телевизионния Russia Today (RT) America и онлайн канала Hulu.